# Armando Sardi
Armando Sardi (* 15. September 1940 in Monza; † 22. Dezember 2023 ebendort) war ein italienischer Sprinter.
1960 wurde er bei den Olympischen Spielen in Rom Vierter in der 4-mal-100-Meter-Staffel zusammen mit Pier Giorgio Cazzola, Salvatore Giannone und Livio Berruti.  Über 200 m schied Sardi im Vorlauf aus.
Bei den Leichtathletik-Europameisterschaften 1962 in Belgrad wurde er Fünfter in der 4-mal-100-Meter-Staffel und erreichte über 200 m das Halbfinale. Im Jahr darauf gewann er bei den Mittelmeerspielen 1963 Silber über 200 m.
1963 wurde er Italienischer Meister über 200 m.
2015 erlitt Sardi einen Schlaganfall, von dem er sich wieder erholte. Er starb im Alter von 83 Jahren in seiner Heimatstadt Monza. Die Trauerfeier fand am 27. Dezember 2023 in der Kirche Madonna delle Grazie in Monza statt.

## Persönliche Bestzeiten
- 100 m: 10,4 s, 22. Juli 1962, Mailand
- 200 m: 20,8 s, 10. Juli 1961, Saarbrücken